# 2227 Otto Struve
2227 Otto Struve је астероид главног астероидног појаса чија средња удаљеност од Сунца износи 2,236 астрономских јединица (АЈ).
Апсолутна магнитуда астероида је 13,8.